# Coalton (Illinois)
Coalton – wieś w Stanach Zjednoczonych, w stanie Illinois, w hrabstwie Montgomery.